# 長城航空
長城航空是一家貨運航空公司，總基地設在上海浦東國際機場，創立於2006年，主要營運國際貨運航線。
2011年5月31日下午，新中国货运航空公司（简称“新中货航”）在上海挂牌成立，新公司在原中国货运航空、上海国际货运航空和长城航空的基础上联合重组，成为中国内地最大的货运航空公司。

## 歷史
上海長城航空由中國和新加坡合資的純貨運航空公司。在此以前，中國亦有另一間由位于四川省的中國民航飛行學院成立，於2001年被東航併購的长城航空 (宁波)，兩者並無關係。專營航空貨運業務的長城航空於2006年6月1日首飛上海-阿姆斯特丹航線，初期股權由中國航天工業系統內的中國長城工業以及代表新加坡資金的新加坡航空貨運和新加坡國有的投資機構淡馬錫控股三個代表中國和新加坡兩方機構所持有。成立後不久，由於美國財政部指控中國長城工業涉嫌向伊朗提供飛彈技術。2006年12月，中國長城工業所持有的股權被戲劇性地轉移到北京航天衛星應用公司，美國財政部才將長城航空從禁飛名單中除去，並於2007年年初成功復航。

## 机队
截止2010年12月

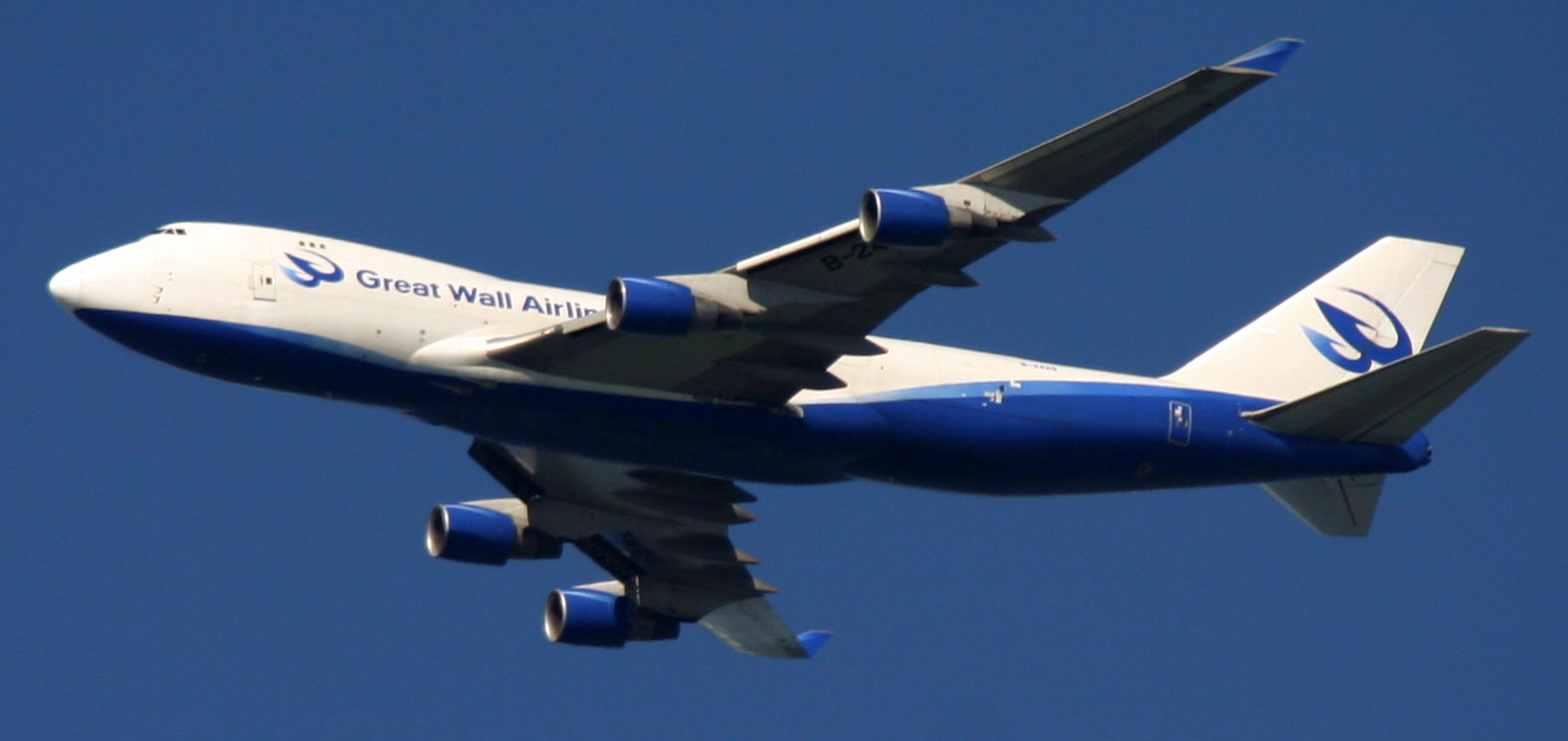
長城航空波音747-400F

- 波音747-400F：2架（B-2428、B-2433）
- 波音747-400BCF：1架 （B-2430）